# Bahco
Bahco er et svensk firma, der producerer håndværktøj, og som i dag er en del af SNA Europe, som igen er ejet af Snap-on. Virksomhedens rødder går tilbage til den industrielle revolution i Sverige i slutningen af 1800-tallet, hvor de startede med innovationer som rørtangen og den moderne svensknøgle. Siden har deres produkter udviklet sig, og i dag inkluderer de over 7000 stykker håndværktøj.